# Glendale (Missouri)
Glendale ist eine Stadt mit dem Status „City“ im St. Louis County im US-Bundesstaat Missouri. Das U.S. Census Bureau hat bei der Volkszählung 2020 eine Einwohnerzahl von 6.176 ermittelt.

## Geographie
Die Koordinaten von Glendale liegen bei 38°35'35" nördlicher Breite und 90°23'3" westlicher Länge.
Nach Angaben der United States Census 2010 erstreckt sich das Stadtgebiet von Glendale über eine Fläche von 3,34 Quadratkilometer (1,29 sq mi). Glendale grenzt im Osten an Webster Groves, im Norden an Warson Woods und Rock Hill, im Westen an Kirkwood und im Süden an Oakland.

## Bevölkerung
Nach der United States Census 2010 lebten in Glendale 5925 Menschen verteilt auf 2273 Haushalte und 1686 Familien. Die Bevölkerungsdichte betrug 1774,0 Einwohner pro Quadratkilometer (4593,0/sq mi).
Die Bevölkerung setzte sich 2010 aus 96,7 % Weißen, 0,7 % Afroamerikanern, 0,9 % Asiaten, 0,4 % aus anderen ethnischen Gruppen und 1,1 % mit zwei oder mehr Ethnien zusammen. Bei 1,6 % der Bevölkerung handelte es sich um Hispanics oder Latinos. Von den 2273 Haushalten lebten in 38,6 % Kinder unter 18 und in 10,2 % der Haushalten lebten Personen über 65.
Von den 5925 Einwohnern waren 29,2 % unter 18 Jahre, 4,0 % zwischen 18 und 24 Jahren, 23,7 % zwischen 25 und 44 Jahren, 29,3 % zwischen 45 und 64 Jahren und in 13,8 % der Menschen waren 65 Jahre oder älter waren. Das Durchschnittsalter betrug 40,5 Jahre und 46,2 % der Einwohner waren männlich.

## Belege
1. ↑  www.glendalemo.org. (abgerufen am 14. April 2022).
2. ↑  Explore Census Data Total Population in Glendale city, Missouri. Abgerufen am 2. Februar 2023.
3. ↑   United States Census
4. ↑   American Fact Finder